# Dasymallomyia compacta
Dasymallomyia compacta is een tweevleugelige uit de familie steltmuggen (Limoniidae). De soort komt voor in het Oriëntaals gebied.